# Bardahl
BARDAHL é uma marca de uma linha de produtos de lubrificação, criados a partir do petróleo, utilizado em automóveis e outros motores a combustão interna.
A companhia foi fundada em 1939 por Ole Bardahl, um imigrante norueguês nos Estados Unidos. Suas fábricas originalmente eram localizadas em Seattle. Na metade da década de 1950, a Bardahl era a marca líder em óleo para motor e aditivos nos Estados Unidos, um título que a companhia não mais a detém. A marca continua a fabricar vários lubrificantes e aditivos utilizados em motores automotivos.